# Morphine
I Morphine sono stati un gruppo alternative rock statunitense, attivo durante gli anni novanta.
Sono considerati uno dei gruppi più innovativi del decennio, capace di miscelare con grande originalità il rock classico e la New wave con elementi blues e jazz.
Leader indiscusso della formazione è stato Mark Sandman, morto nel 1999 durante un concerto al festival Nel Nome del Rock a Palestrina.

## Storia
Si sono formati nel 1990 a Boston, grazie a Mark Sandman, artista già conosciuto nella scena underground della città del Massachusetts, era infatti attivo in diverse band, tra cui Treat Her Right, gli Hypnosonics, The Pale Brothers e Supergroup. Il suono e la strumentazione dei Morphine è sicuramente qualcosa di inusuale e originale: sassofono baritono (Dana Colley), percussioni (Billy Conway e/o Jerome Deupree), il basso a due corde, inventato e suonato da Mark Sandman, e la sua voce. Il genere in cui collocarli ha rappresentato un problema: si è tentato con Low Rock. Mark Sandman sintetizzò il loro stile in "grunge implicito". Si può affermare che la loro "esperienza baritona" (altra definizione di Sandman) ha altresì forti influenze jazz e blues.
Il loro primo album, Good per la Rykodisc, è del 1992 e riceve delle critiche positive e un certo successo. Il loro secondo album, Cure for Pain, è del 1993 e porta al successo il gruppo; canzoni come Thursday e Buena vanno in onda nelle radio. Il disco vende 300 000 copie e la rivista Rolling Stone lo definisce il maggior successo underground del 1994. Cinque canzoni del disco vengono inserite nella colonna sonora del film Spanking the Monkey.
Nel 1995 esce il loro terzo album, Yes, che riscuote un buon successo. Tre canzoni (nell'ordine Honey White e Super Sex, dall'album Yes, ed I know you (Part I), dall'album Good) vengono utilizzate da Carlo Verdone per il suo film Viaggi di nozze. La band poi parte per un tour per promuovere l'album: Stati Uniti, Europa, Giappone e Australia. Nel 1996 i Morphine, con la Dreamworks Records, registrano Like Swimming. Anche questo album ha successo, ma non porta innovazioni sostanziali.

## La fine della band
Dopo queste parole, pronunciate il 3 luglio 1999 durante un concerto nell'ambito della famosa manifestazione Nel Nome del Rock di Palestrina, Mark Sandman si accascia al suolo e non si rialzerà più, morendo a soli 46 anni.
Sul muro della scalinata che porta ai Giardini del Principe, il parco che ospitò i Morphine il giorno della morte, è stata posta una targa di pietra per ricordare il frontman.
Nel 2000 esce The Night, l'ultima espressione in studio della band, completato prima della morte di Sandman. Seguono un album live e un Best of.
Sempre nell'anno successivo alla morte di Sandman Dana Colley e Billy Conway creano l'Orchestra Morphine, e fanno concerti per celebrare (e rinnovare) la musica della band. I ricavati vengono destinati al Mark Sandman Education Fund. In questo periodo incontrano la cantante e chitarrista Laurie Sargent, con la quale creano il gruppo Twinemen.
Nel 2009, in occasione del decennale della morte di Mark Sandman, la Rhino pubblica un doppio cd intitolato At Your Service (nome che riprende la frase introduttiva di Sandman ai loro concerti "We Are Morphine… at your service") contenente inediti e versioni alternative di brani già pubblicati.
Alla fine del 2021 scompare a 65 anni Billy Conway dopo una lunga lotta contro un tumore al fegato.

## Componenti
- Mark Sandman - basso a 2 corde, voce, organo, tritar, chitarra, pianoforte (1990–1999)
- Dana Colley - sassofono baritono, sassofono tenore, triangolo, seconda voce (1990–1999)
- Billy Conway - batteria, percussioni (1990–1993, 1998-1999)
- Jerome Deupree - batteria, percussioni (1993–1998)

## Discografia
- 1992 - Good
- 1993 - Cure for Pain
- 1995 - Yes
- 1997 - Like Swimming
- 1997 - B-Sides and Otherwise
- 1997 - Sampilation
- 2000 - The Night
- 2000 - Bootleg Detroit
- 2003 - The Best of Morphine: 1992-1995
- 2004 - Sandbox: The Mark Sandman Box Set
- 2009 - At Your Service